# Ladwa
Ladwa é uma cidade  no distrito de Kurukshetra, no estado indiano de Haryana.

## Geografia
Ladwa está localizada a 29° 04′ N, 75° 48′ L. Tem uma altitude média de 209 metros (685 pés).

## Demografia
Segundo o censo de 2001, Ladwa tinha uma população de 22 439 habitantes. Os indivíduos do sexo masculino constituem 53% da população e os do sexo feminino 47%. Ladwa tem uma taxa de literacia de 71%, superior à média nacional de 59,5%: a literacia no sexo masculino é de 75% e no sexo feminino é de 66%. Em Ladwa, 12% da população está abaixo dos 6 anos de idade.